# Giovanni Giudici (évêque)
Pour les articles homonymes, voir Giudici.
Giovanni Giudici, né le 6 mars 1940 à Varèse (archidiocèse de Milan) où il meurt le 18 janvier 2024, est un évêque catholique italien, évêque de Pavie de 2003 à 2015, puis évêque émérite depuis le 16 novembre 2015. Sa devise est : Haurite nunc et ferte.

## Biographie
Giovanni Giudici naît à Varèse dans la province homonyme le 6 mars 1940 ; il est le beau-frère du journaliste Liliano Frattini.

### Formation et ministère sacerdotal
Giovanni Giudici fréquente diverses écoles de Varèse, puis grâce à une bourse passe un an d'études aux États-Unis pendant l'année scolaire 1957-1958; il passe son baccalauréat classique en 1959, puis  à la rentrée suivante est admis au séminaire archiépiscopal de Milan.
Il est ordonné prêtre le 27 juin 1964 par Giovanni Colombo.
Il travaille d'abord au secrétariat du cardinal Giovanni Colombo, et il est aumônier assistant auprès du collège d'outremer (Collegio d'Oltremare), institution voulue par le cardinal Montini (futur Paul VI), pour accueillir les étudiants étrangers à Milan. En 1967, il commence à enseigner au séminaire archiépiscopal de Milan et en 1971, il devient aumônier de la jeunesse de l'Action catholique. En 1972, il est diplômé en lettres modernes auprès de l'université commerciale Luigi Bocconi. En 1979, il est nommé curé de la paroisse Saint'Anna Matrona de Milan et devient doyen en 1984. Le cardinal Martini le nomme vicaire épiscopal de la zone pastorale II de Varèse.

### Ministère épiscopal
Jean-Paul II le nomme évêque auxiliaire de Milan, le 9 juin 1990 avec le titre d'évêque titulaire d'Usula (de) ; il est sacré le 29 juin suivant par le cardinal Martini . Le cardinal Martini le nomme vicaire général de l'archidiocèse de Milan le 1er février 1991.
Le 1er décembre 2003, le pape Jean-Paul II le nomme évêque du diocèse de Pavie; succédant à Giovanni Volta, atteint par la limite d'âge. Il prend possession du diocèse le 1er janvier 2004. Le 1er décembre 2003, il devient aussi grand prieur pour l'Italie septentrionale de l'ordre équestre du Saint-Sépulcre de Jérusalem, jusqu'au 21 novembre 2010. Le 15 février 2006, Giovanni Giudici, ouvre la cause de béatification du prêtre Enzo Boschetti (1929-1993). 
Le 22 avril 2007, il accueille le pape Benoît XVI en pèlerinage sur la tombe de saint Augustin.
Giovanni Giudici est nommé en novembre 2009  président du conseil national de la section italienne de l'association Pax Christi; Giovanni Ricchiuti lui succède en novembre 2014.
Il est élu en septembre 2010 membre de la commission épiscopale pour les problèmes sociaux et le travail, la justice et la paix à l'intérieur de la conférence épiscopale italienne. En outre, il est animateur du groupe Etica et Finanza (Éthique et Finance). Il donne sa démission au pape François pour raison d'âge le 16 novembre 2015. Corrado Sanguineti lui succède.